# 長萬部車站
長萬部車站（日语：／ Oshamanbe eki */?）是日本北海道山越郡長萬部町的鐵路車站，隸屬於北海道旅客鐵道（JR北海道），實際位置位於長萬部町字長萬部。
名稱來自所在地名，源自阿伊努語的「o-samam-pet」（下游橫躺的河流）、「o-samam-pe」（下游有很多鰈魚）或「upas-samam-pe」（雪鰈魚）。

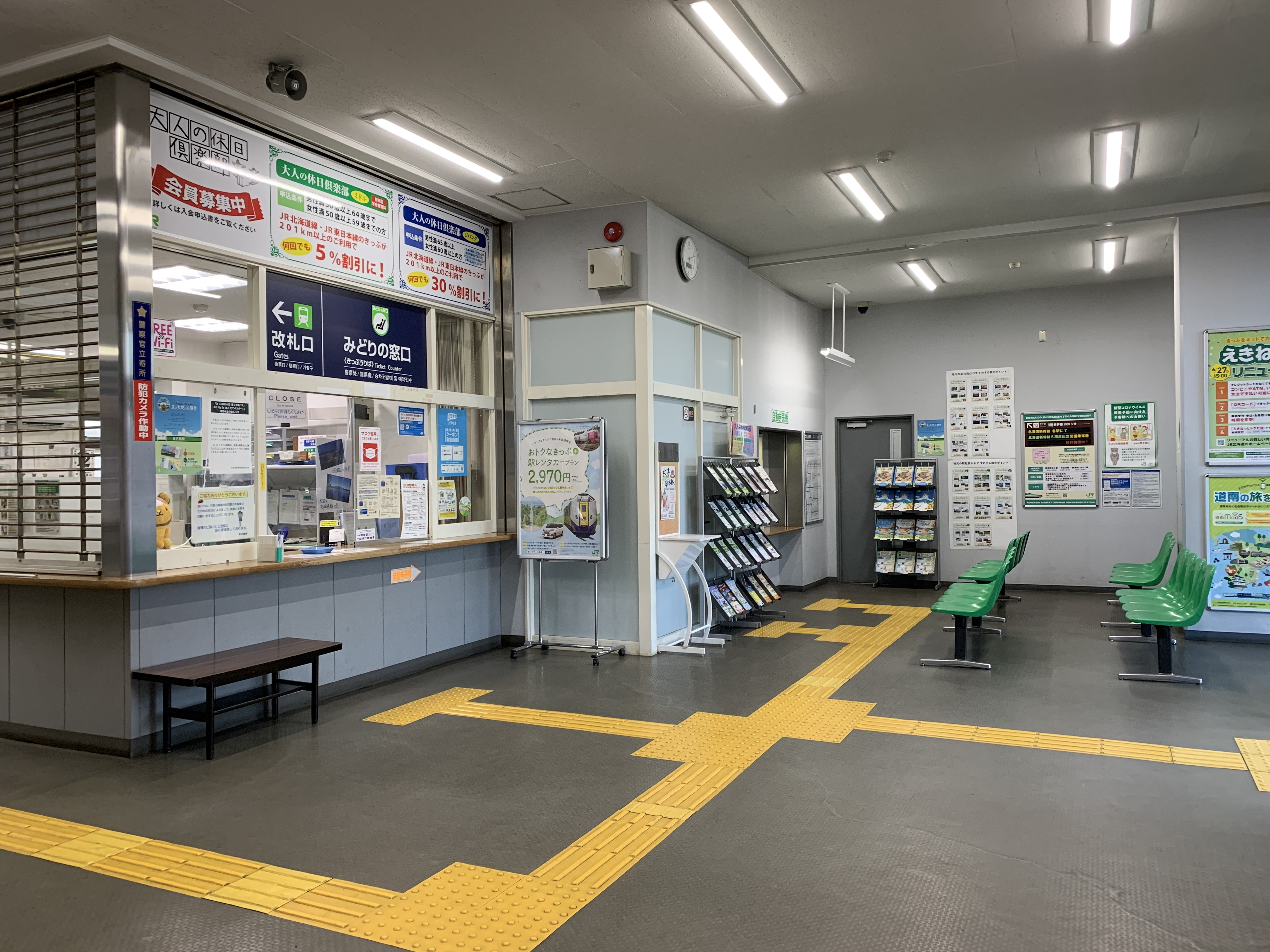
車站內部(2021年8月)

## 車站構造

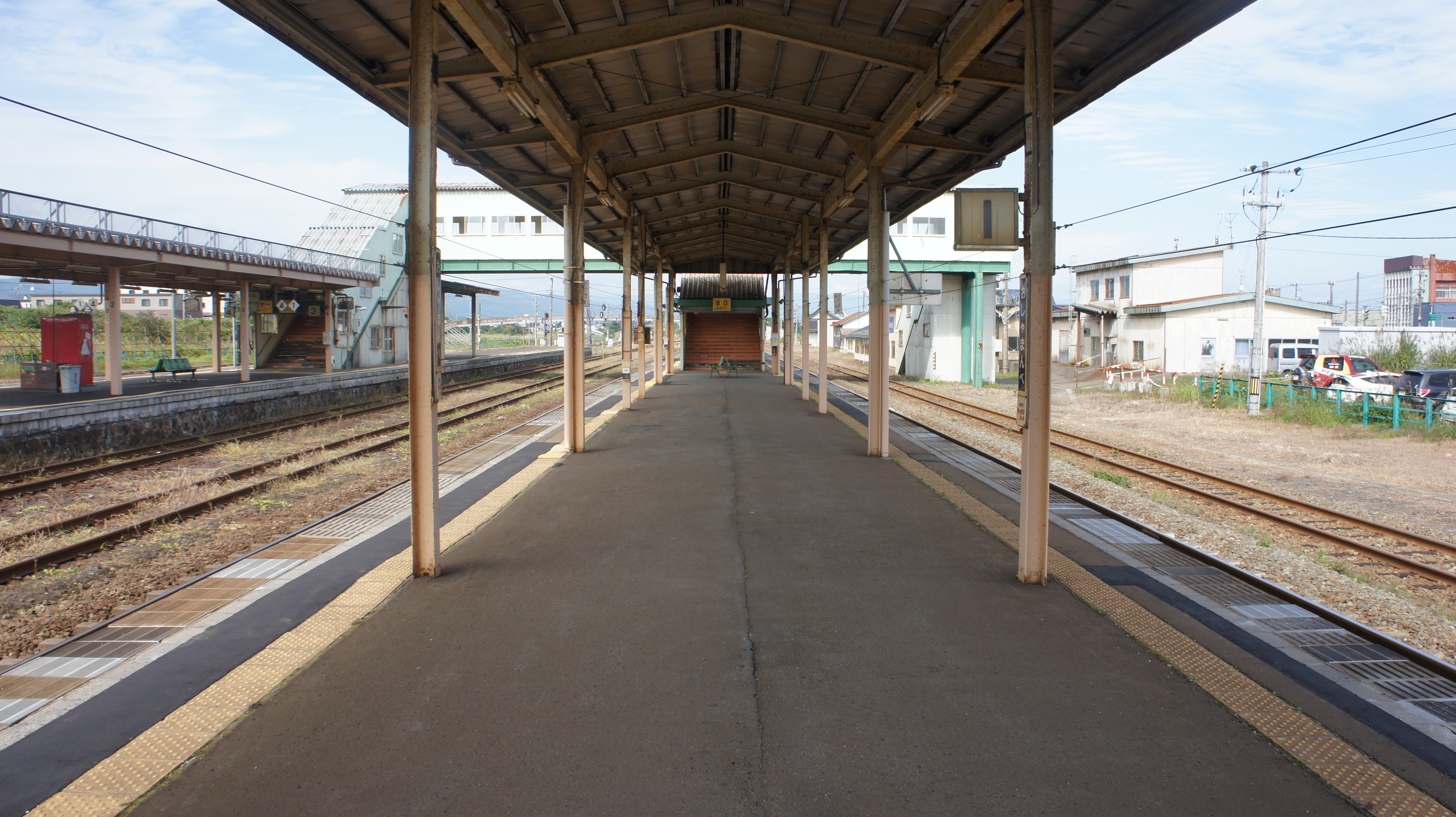
1號與2號月台(2017年9月)

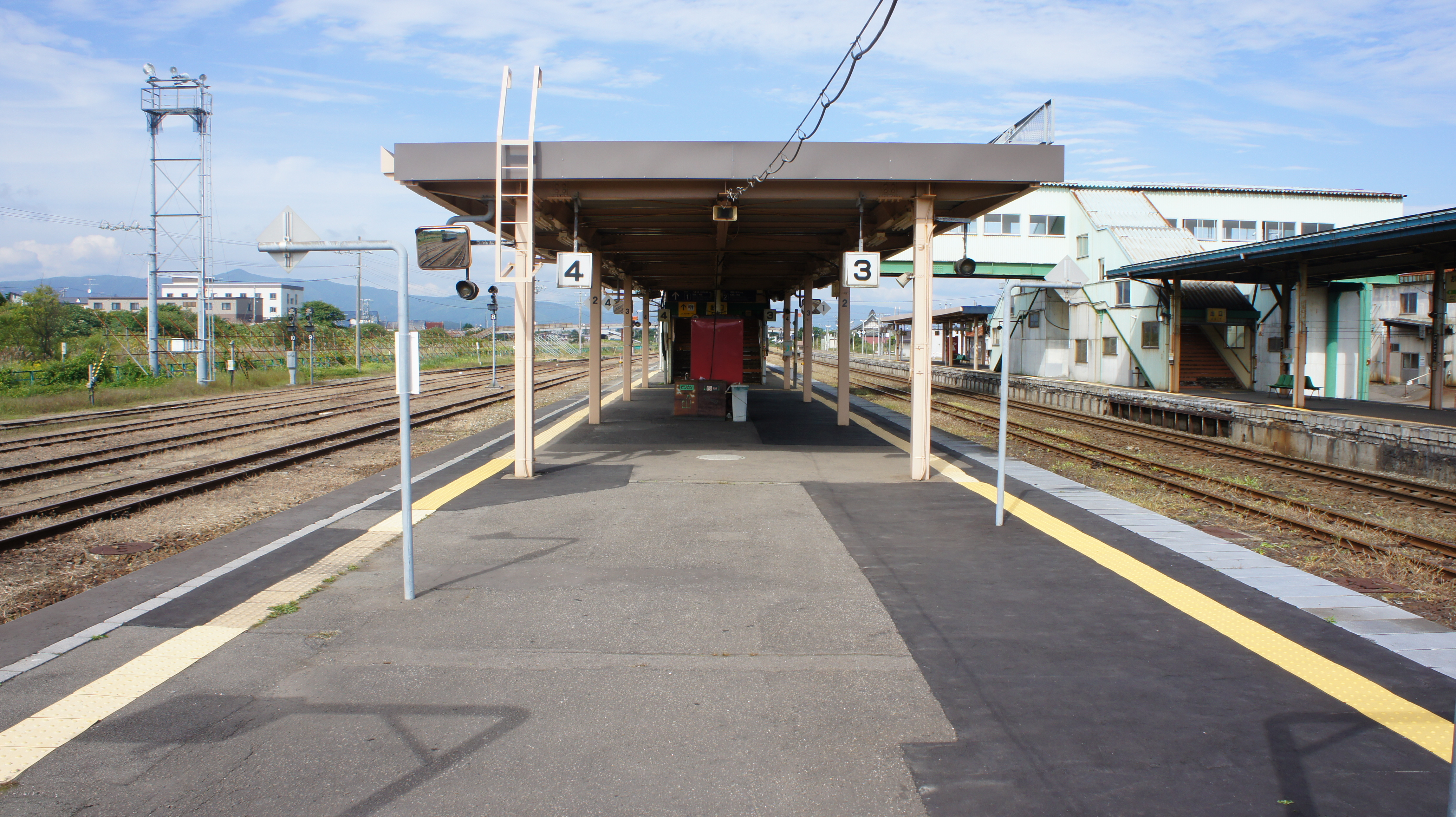
3號與4號月台(2017年9月)

長萬部車站是室蘭本線下行方向的起站，室蘭本線在此處與函館本線交會，因此主要列車在此站皆有停靠。目前正在興建中的北海道新幹線預計會通過長萬部車站，並計畫將此站列入停車車站之一。
在1987年廢線之前，行駛於瀨棚線上的列車也會自國縫車站（瀨棚線與函館本線的交會點）處繼續延伸路線到長萬部車站處，以便利旅客接駁。
長萬部車站全站都位於地面上，由於是函館本線與室蘭本線的分歧點，長萬部車站內設置有兩座島式月台共四條乘車線以符合轉運需求。自最靠近車站站體方面起依序是第一、二、三與四號月台，其中駛往函館方向的快車或特急列車使用一號月台，駛往札幌方向的則使用二號月台。至於普通的列車除了使用三號與四號月台外，偶爾也會有部分車次使用二號月台。
車站內設至有綠窗口（みどりの窓口，JR系統的票務櫃臺），旅行諮詢室，與KIOSK（キヨスク，連鎖便利商店）賣店。
此站預定為北海道新幹線的車站。

### 月台配置
| 月台 | 路線      | 方向 | 類別 | 目的地                   |
| ---- | --------- | ---- | ---- | ------------------------ |
| 1    | ■函館本線 | 上行 | 特急 | 新函館北斗、函館方向     |
| 2    | ■室蘭本線 |      | 特急 | 東室蘭、苫小牧、札幌方向 |
| 3・4 | ■函館本線 | 上行 | 普通 | 八雲、森、函館方向       |
| 3・4 | ■函館本線 | 下行 | 普通 | 俱知安、小樽方向         |
| 3・4 | ■室蘭本線 |      | 普通 | 東室蘭、苫小牧方向       |

## 歷史
- 1903年11月3日：以函館本線的車站身份開始營運。
- 1923年12月10日：長輪線（今日的室蘭本線）開始營運。
- 1987年4月1日：日本國鐵分割民營化，長萬部車站的擁有與經營權由北海道旅客鐵道繼承。

## 車站周邊
- 長萬部溫泉
- 北海道長萬部高等學校
- 東京理科大學長萬部校區
- 太平洋海岸

## 相鄰車站
北海道旅客鐵道（JR北海道）
■函館本線直通■室蘭本線
■特急「北斗」2號
八雲（H54）←長萬部（H47）←伊達紋別（H38）
■特急「北斗」（其他）
八雲（H54）－長萬部（H47）－洞爺（H41）
■普通
國縫（H49）－長萬部（H47）－二股（S32）
註1：過往國縫～本站之間曾設有中之澤站（H48），2024年3月該站遭撤站。
註2：現時並沒有任何直通函館線及室蘭線普通列車，乘客必須在本站轉車。
■函館本線
■臨時特急「特急新雪谷」
下行：八雲（H62）→長萬部（H47）→黑松內（S30）
上行：森（H54）←長萬部（H47）←黑松內（S30）
■普通
長萬部（H47）－靜狩（H46）
註1：國縫～靜狩之間的函館線沒有任何直通班次，乘客必須在本站轉車。
註2：本站～與靜狩間原另設有旭濱站，但該站已於2006年3月18日遭廢站。
北海道新幹線（建設中）
新八雲（臨時名稱）－長萬部－俱知安

## 外部連結
- JR北海道長萬部站 （页面存档备份，存于）（日語）
- 長萬部町官方網站 （页面存档备份，存于）（日文）
- 北海道故鄉的車站（北海道新聞社）（日文）

42°30′45″N 140°22′30″E / 42.51250°N 140.37500°E
1. ↑  北海道庁.  (PDF). 北海道庁.   [2017-08-16]. （原始内容 (PDF)存档于2018-04-17）.